# F-Zero (jeu vidéo)
Vous lisez un « bon article » labellisé en 2010.
Pour la série tirée du jeu, voir F-Zero.
F-Zero (エフゼロ, efuzero) est un jeu vidéo de course futuriste développé et édité par Nintendo pour la Super Nintendo. Il est sorti au Japon le 21 novembre 1990, en Amérique du Nord le 23 août 1991 et en Europe le 11 avril 1992. Le titre était téléchargeable sur le réseau Nintendo Power au Japon et est aussi sorti sous forme de démo sur le Nintendo Super System en 1991,. F-Zero est le premier jeu de la longue série des F-Zero et constitue l'un des deux jeux disponibles au lancement de la Super Nintendo au Japon, tandis qu'il était accompagné d'autres titres lors du lancement en Amérique du Nord et en Europe,. Fin 2006, F-Zero a été rendu disponible sur la console virtuelle, plate-forme de téléchargement de la Wii.
Le jeu propose aux joueurs de contrôler des véhicules futuristes très rapides et d'utiliser leurs bonus afin de terminer la course le plus rapidement possible. L'histoire se déroule en l'an 2560, lorsque des multi-milliardaires aux modes de vie léthargiques ont créé une nouvelle forme de divertissement basée sur les courses de Formule 1 et nommée « F-Zero ».
Les critiques s'accordent généralement à dire que F-Zero est désormais un modèle pour les jeux de courses et qu'il est l'une des principales références à l'origine du sous-genre des jeux de courses futuristes. Le titre a été loué par les critiques pour son gameplay rapide et difficile, son grand nombre de circuits, et l'utilisation du Mode 7. Cette technique de rendu graphique représentait à l'époque une avancée technologique rendant les jeux de courses plus réalistes, le premier d'entre eux étant F-Zero. Le titre a par conséquent revigoré le genre et inspiré la création de nombreux jeux de courses. Les critiques rétrospectives sur le jeu font valoir qu'il aurait gagné à bénéficier d'un mode multijoueur.

## Système de jeu

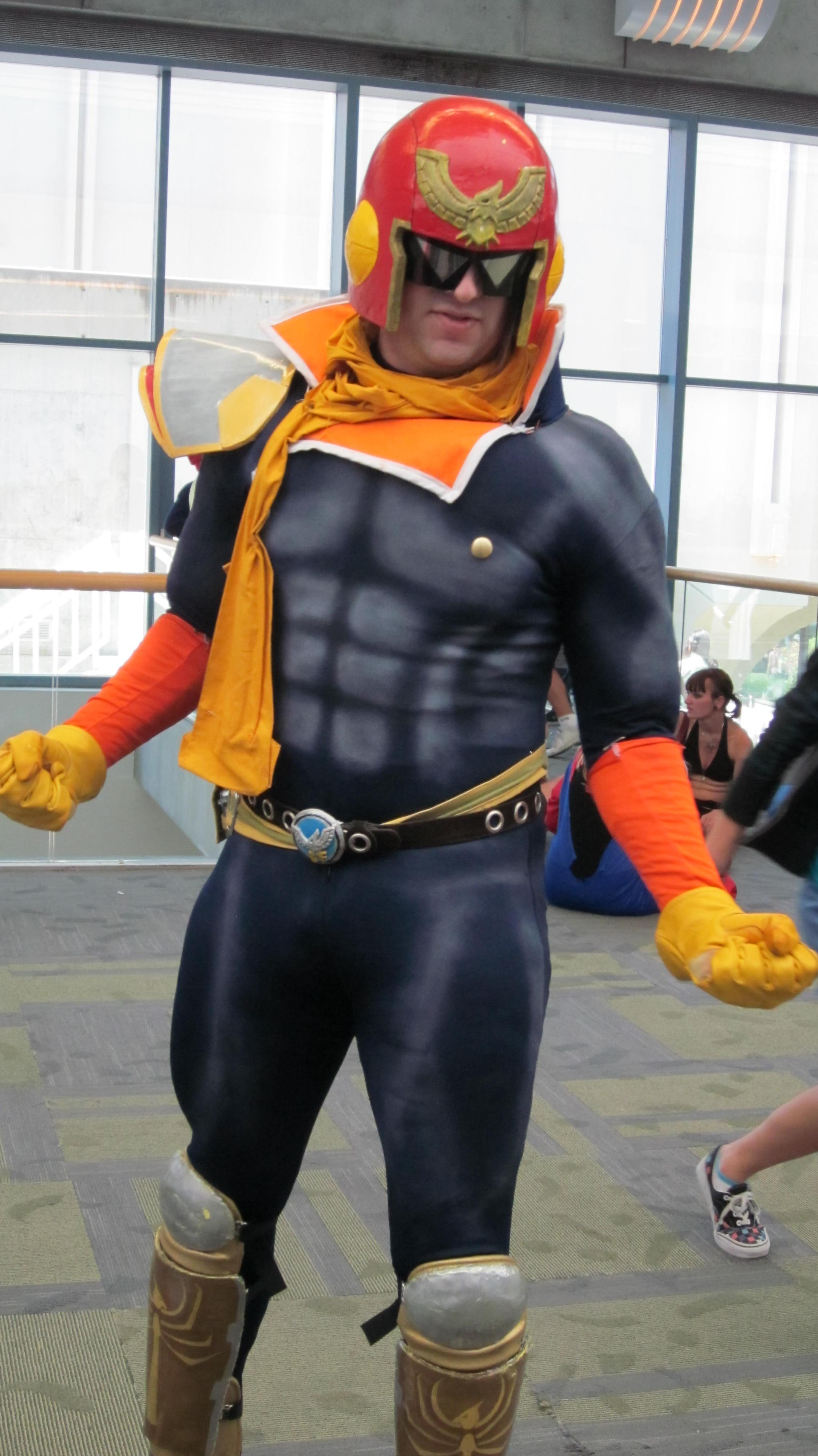
Joueur déguisé en Captain Falcon.

F-Zero est un jeu de course futuriste où les véhicules peuvent dépasser les 400 km/h. Le joueur commence par choisir un des quatre pilotes proposés, chacun ayant des performances qui lui sont propres. Le but du jeu est alors d'arriver avant les autres pilotes à la ligne d'arrivée en évitant les pièges disséminés sur le circuit, tels que les mines, les zones glissantes ou les aimants. Chaque course demande au joueur d'effectuer cinq tours du circuit ; ce dernier doit terminer chaque tour avec une place minimale de plus en plus élevée sous peine d'être disqualifié de la course. Il est nécessaire qu'il termine la course au moins à la troisième place s'il ne veut pas perdre de vie et devoir recommencer la piste. À chaque tour complété, le joueur est récompensé par un bonus de vitesse d'environ quatre secondes, le « Super Jet », utilisable quand il le souhaite, ainsi qu'un nombre de points qui varie en fonction de sa place. Il peut stocker jusqu'à trois bonus de vitesse, dont la présence est indiquée par des icônes verts en bas à droite de l'écran. Une vie est offerte au joueur tous les 10 000 points.
Chaque véhicule possède une barre d'énergie, qui diminue lorsque celui-ci entre en collision avec les frontières du circuit ou les autres véhicules. Celle-ci peut cependant être régénérée si le véhicule roule sur certaines zones de la piste.
Deux modes de jeu sont présents dans F-Zero. Dans le mode Grand Prix, le joueur choisit un championnat puis fait la course contre les autres pilotes à travers les cinq circuits du championnat en essayant d'éviter la disqualification. Le mode Practice (« Entraînement » en anglais) permet de s'entraîner sur sept des courses du mode Grand Prix : Mute City I, Big Blue, Sand Ocean, Death Wind I, Silence, White Land I et Port Town II.

### Championnats
F-Zero propose un total de quinze circuits répartis en trois championnats (leagues) : Knight, Queen et King (en anglais : « chevalier », « reine » et « roi »). La difficulté est déterminée par le championnat choisi et le niveau de difficulté demandé. Trois niveaux de difficulté sont initialement disponibles : beginner (débutant), standard (standard) et expert (expert). Le niveau master (maître) est rendu disponible pour un championnat donné une fois que celui-ci a été fini en niveau expert.
| Numéro de la course | Knight League | Queen League  | King League   |
| ------------------- | ------------- | ------------- | ------------- |
| 1                   | Mute City I   | Mute City II  | Mute City III |
| 2                   | Big Blue      | Port Town I   | Death Wind II |
| 3                   | Sand Ocean    | Red Canyon I  | Port Town II  |
| 4                   | Death Wind I  | White Land I  | Red Canyon II |
| 5                   | Silence       | White Land II | Fire Field    |

### Vaisseaux
Chaque pilote a un vaisseau qui lui est propre. Les véhicules possèdent une accélération, une prise de virage, un blindage et une vitesse de pointe différents. Les quatre vaisseaux jouables sont les suivants :
- le Blue Falcon, piloté par Captain Falcon ;
- le Golden Fox, piloté par Dr Stewart ;
- le Wild Goose, piloté par Pico ;
- le Fire Stingray, piloté par Samurai Goroh.

### Scénario
F-Zero se déroule en l'an 2560, époque où l'humanité et les formes de vie extraterrestre se rencontrent fréquemment. Les planètes effectuent entre elles des échanges commerciaux, technologiques et culturels. Les multi-milliardaires qui gagnent leur vie grâce au commerce intergalactique sont satisfaits de leur mode de vie mais voudraient plus de divertissement. Un nouveau type de divertissement a donc été créé, basé sur les courses de Formule 1, où les véhicules peuvent flotter un pied au-dessus de la piste. Ces courses de Grand Prix ont rapidement été nommées « F-Zero » après un gain de popularité important,.
Le jeu met en vedette quatre pilotes : Captain Falcon, Dr Stewart, Pico et Samurai Goroh. IGN a affirmé que Captain Falcon « a été mis sous les feux des projecteurs » et qu'il était le « personnage principal ». Une bande dessinée de huit pages a été incluse dans le manuel du jeu ; elle fait vivre au lecteur l'une des missions de Captain Falcon.

## Développement et musique
Une fusion entre diverses équipes de développement et de recherche interne de Nintendo avait conduit à la création de Nintendo Entertainment Analysis and Development (Nintendo EAD), alors dirigée par Shigeru Miyamoto. F-Zero était l'un des jeux disponibles au lancement de la Super Nintendo que Nintendo EAD avait mis environ quinze mois à développer. Le jeu a été produit par Shigeru Miyamoto, et réalisé et conçu par Kazunobu Shimizu,. Il s'agissait du premier jeu du directeur artistique Takaya Imamura ; celui-ci fut surpris de pouvoir concevoir les personnages et les circuits de F-Zero avec tant de liberté.
Le développement de F-Zero est marqué par l'utilisation des graphismes du Mode 7. Le Mode 7 est un mode graphique d'application de texture qui permet à un arrière-plan d'être pivoté et redimensionné par des procédés de rotation et de zoom. En modifiant à chaque ligne horizontale l'échelle et l'angle de ce plan, un effet de perspective peut être créé, transformant ainsi le plan en un sol incliné et texturé. Ceci permet de simuler un environnement 3D sans afficher aucun polygone.
Un album de jazz des musiques de F-Zero, édité par Tokuma Shoten, est sorti le 25 mars 1992 au Japon,. Le disque réunit douze morceaux issus du jeu, composés par Yumiko Kanki, Yukio Kaneoka et Naoto Ishida et arrangés par Robert Hill et Michiko Hill. L'album fait aussi figurer Marc Russo (saxophones) des Yellowjackets et Robben Ford (guitare électrique).

## Accueil
Comme F-Zero s'est écoulé à au moins un million d'exemplaires, le titre a pu recevoir le label Choix des Joueurs. Il a été largement acclamé par la critique pour son réalisme graphique et a été désigné comme étant le jeu de course en pseudo-3D le plus rapide et le plus fluide de son époque,,. Cela a surtout été attribué à l'importante utilisation du Mode 7 par l'équipe de développement. Tom Bramwell d'Eurogamer a confié que « cette profusion du Mode 7, c'est du jamais vu » pour la Super Nintendo. Jeremy Parish de Electronic Gaming Monthly a écrit que le Mode 7 a créé « les circuits les plus convaincants jamais vus sur une console de salon à l'époque ». Parish a ajouté que F-Zero a utilisé la technologie de la Super Nintendo « pour donner aux joueurs de consoles une expérience encore plus viscérale que celles qu'on peut vivre sur borne d'arcade ». Ravi Hiranand, rédacteur de 1UP.com, a fait valoir que le rythme des courses et la liberté de mouvement de F-Zero sont supérieurs à ceux des jeux sur consoles de salon précédents. Peer Schneider de IGN a affirmé que F-Zero était l'un des rares jeux de l'ère 16 bits parvenant à « combiner parfaitement la présentation et la fonctionnalité pour proposer une expérience de jeu totalement nouvelle ». Le titre a aussi été loué pour sa musique, la variété des circuits disponibles et les multiples niveaux de difficulté. GameSpy a soutenu que le jeu demande « beaucoup de pratique, de bonnes capacités de mémorisation et un sens du contrôle assez fin ». Matt Taylor, du Virginian-Pilot, a donné à F-Zero la note A, indiquant que le jeu se concentrait plus sur « les réflexes que le réalisme » et qu'il souffrait de l'impossibilité de sauvegarder entre deux courses.
F-Zero a été reconnu comme étant un standard du genre du jeu de course,, et étant à l'origine du sous-genre des jeux de courses futuristes,,. IGN l'a classé 91e meilleur jeu de tous les temps en 2003, soulignant son originalité à l'époque de sa sortie et l'a classé 97e du même classement en 2005, le décrivant comme toujours « considéré comme l'un des meilleurs jeux de courses de tous les temps »,. À l'issue du concours organisé par GameFAQs en 2005 pour célébrer les dix ans du site, les membres de celui-ci ont désigné F-Zero comme le 99e meilleur jeu de tous les temps. F-Zero a revigoré le genre du jeu de course et a inspiré la création de nombreux jeux de courses, futuristes ou non, dont la série WipEout,. Le président d'Amusement Vision, Toshihiro Nagoshi, a déclaré en 2002 que F-Zero lui a « vraiment appris ce qu'un jeu doit être » et qu'il l'a influencé lorsqu'il a conçu Daytona USA et d'autres jeux de courses. Amusement Vision a par ailleurs collaboré avec Nintendo pour développer F-Zero GX/AX, Nagoshi étant le coproducteur de ces deux jeux,.
GameSpot a, à l'occasion d'une critique rétrospective, félicité les commandes, la durée de vie et les circuits de F-Zero. Le gameplay du jeu a également été jugé exceptionnel, avec « un équilibre parfait entre une rapide prise en main pour les nouveaux joueurs et une incroyable profondeur ». Les tests rétrospectifs du jeu s'accordent à dire que le jeu aurait dû proposer un mode multijoueur,,. IGN a critiqué l'absence de scénario conséquent et a fait remarquer que F-Zero « n'aurait pas le même impact aujourd'hui », suggérant que « les suites sur GBA réussissent là où le titre faisait défaut »,.
D'après VG Chartz, F-Zero s'est écoulé à 2,85 millions d'exemplaires dans le monde (1,39 million en Amérique, 900 000 au Japon et 560 000 sur les autres territoires), ce qui fait de lui la quinzième meilleure vente sur Super Nintendo.

## Postérité
À l'origine, Nintendo avait développé la suite de F-Zero pour la Super Nintendo. Mais finalement, elle est sortie — sous différentes versions — sur la Satellaview, une extension de la Super Nintendo commercialisée uniquement au Japon,. Cette suite est sortie sous les noms japonais de BS F-Zero Grand Prix et BS F-Zero Grand Prix 2 vers le milieu des années 1990. Certains circuits étaient nommés en référence à ceux présents dans le premier volet comme Mute City IV, Mute City I à III apparaissant dans la première version. BS F-Zero Grand Prix contenait un nouveau parcours ainsi que les 15 déjà présents dans le premier opus, et quatre véhicules jouables. Selon Nintendo Power, le jeu était prévu pour sortir en Amérique du Nord sous forme de cartouche. BS F-Zero Grand Prix 2 disposait d'une nouvelle League contenant cinq circuits, d'un Grand Prix et d'un mode Practice.
Bien que la franchise F-Zero soit passée à la 3D avec la sortie en 1998 de F-Zero X sur Nintendo 64, les effets graphiques du Mode 7 ont continué à être utilisés pour les opus sur Game Boy Advance, Maximum Velocity, GP Legend et Climax. La troisième suite, F-Zero: Maximum Velocity, est sortie sur Game Boy Advance en 2001. Ce volet a été décrit par GameSpy comme une reprise du premier avec une difficulté plus élevée, et présentant des améliorations graphiques,. F-Zero GX/AX, sorti sur GameCube et borne d'arcade constitue la première collaboration entre Nintendo et Sega sur un jeu vidéo, ; GX est le premier jeu de la série à posséder un mode histoire. Le titre le plus récent, F-Zero: Climax, est sorti uniquement au Japon en 2004 et est le premier à inclure un éditeur de circuits ne nécessitant pas d'extension.